# Управление Императорского двора Японии
Управление Императорского двора Японии (яп. 宮内庁, くないちょう Кунай-тё ) — орган исполнительной власти в Японии. Автономный орган Администрации Кабинета министров. Заведует делами Императорского дома Японии и помогает императору Японии заниматься государственными делами.

## Краткие сведения
Управление Императорского двора Японии основано в 1949 году. Его предшественниками были Министерство Императорского двора, действовавшее в течение 1869-1947 годов, и Администрация Императорского двора работавшая в течение 1947-1949 годов. 
С 1949 по 2001 года Управление было автономной организацией в составе Администрации премьер-министра. Управление заведует делами Императорского дома Японии, а также помогает императору Японии заниматься государственными делами, как того требуют Конституция и указы правительства. Управление также служит местом хранения Императорской и Государственной печати.
Управление состоит из следующих структур:
- Главный Секретариат[4];
  - Больница Управления[4];
- Ведомство прислуги[4];
- Ведомство наследника престола[4];
- Ведомство церемоний[4];
- Отдел архивов и гробниц[4];
- Хозяйственный отдел[4];

Начальник Управления назначается премьер-министром Японии, а утверждается императором. Председателю помогает один заместитель, который координирует работу всех структур и инспектирует их, и секретарь, который по приказу председателя исполняет секретные поручения.
Управление также контролирует Императорские кладовые и пастбища. В Киото находится региональный филиал Управления, занимающегося имущественными делами Императорского дома в Западной Японии.